# Ashbourne (Meath)
Ashbourne is een plaats in het Ierse graafschap Meath. De plaats telt 8528 inwoners.